# Neptune Terminus
Albums de Youssoupha
Polaroïd Experience
(2018) Amour Suprême
(2025)
Neptune Terminus est le sixième album studio du rappeur français Youssoupha sorti le 19 mars 2021.

## Conception
Début février 2021, Youssoupha publie sur YouTube son premier clip, tourné à Abidjan et intitulé Astronaute,. Le clip est réalisé avec  Black Anouar,.
Avant la sortie de l’album un deuxième titre sort en single, Solaar pleure, accompagné aussi d’un clip,. Le clip est réalisé par  Paul-Henry Thiard et fait office de « making-of de la conception de la cover, avec un clin d'œil à certaines pochettes ayant marqué l'histoire du rap français. »
Le 8 avril 2022 sort une réédition intitulée Neptunes Terminus - Origines. Elle contient dix nouveaux titres dont des collaborations avec les artistes Georgio, Benjamin Epps, Lino et Heaven Sam.

## Analyses et description
Alors que ses précédents albums étaient clairement plus militants, Youssoupha déclare à propos de Neptune Terminus que « ce n’est pas un album qui parle de l’espace en tant que tel mais qui utilise des références spatiales. La métaphore Neptune Terminus est aussi liée au rêve africain. »
L’intro de l’album s’intitule Houston. Il y reformule une phrase connue des ingénieurs de la NASA : « Allo, Houston, nous avons un problème », qui devient, sur fond de bruitage d’appel radio, « Houston... Houston... nous n’avons aucun problème. »

« La résilience le pousse à constamment réfléchir au moyen positif de surmonter les épreuves »

— Aline Afanoukoé, Le mur du son

Le titre suivant, Astronaute, est accompagné d’un clip qui s’ouvre avec des enfants qui jouent au football et s’arrêtent pour observer ce qui fait d’abord penser à une météorite qui vient s’écraser. De cet objet venant du ciel sort Youssoupha en combinaison d’astronaute « qui se met à errer dans les rues d'Abidjan, tel un alien ». Avec cet « astronaute en Afrique la nation du futur, à l’instar du Wakanda dans le film Black Panther » il propose des « images fortes qui portent son message optimiste » : « Être sous l’eau, c’est apprendre à nager ». Il invite ainsi à rêver malgré les difficultés : « En combi d’astronaute à l’arrêt de bus, je confonds la NASA et la RATP ». Les références sont nombreuses, comme à Gil Scott Heron avec « l’évolution ne sera pas télévisée », à la conquête spatiale avec « Loin du soleil, je rêve d’être astronaute » ou encore à la science fiction qu’il rapproche de la réalité : « La police d’ici se prend pour RoboCop »,. Il souligne aussi plusieurs difficultés du quotidien comme le racisme avec « Ils peuvent nous mépriser mais pas nous maîtriser ». Il suggère de se « blinder » contre celles-ci (« À chaque défaite ils diront c’est ma faute, à chaque victoire ils diront que je gruge ») et insiste sur la nécessité d’être digne : « J’ai toujours refusé de juger les autres, parce que je refuse que les autres me jugent. »

« Je ne suis pas là pour un buzz éclair, mais pour l’infini et au-delà »

— Youssoupha, Astronaute.
Avec le titre suivant, Solaar pleure — en référence au morceau Solaar pleure, de l’album Cinquième As —, il « souhaite avant tout rendre hommage ». L’hommage est d’abord directement adressé à MC Solaar qui est une des premières sources d’inspiration de Youssoupha pour « la mécanique d’écriture et le flow »,. Au delà de cet hommage direct avec le titre, Solaar pleure, avec le clip qui l’accompagne — qui intègre plusieurs pochettes de classiques du rap — est une « ode au rap français. »

« J'connais mes classiques par coeur. Quand Satan rit, Solaar pleure »

— Youssoupha, Solaar pleure

## Liste des titres
| 1.  | HOUSTON - INTRO                | 0:12 |
| 2.  | ASTRONAUTE                     | 3:25 |
| 3.  | SOLAAR PLEURE                  | 3:13 |
| 4.  | GOSPEL                         | 2:46 |
| 5.  | KASH (feat. Lefa & Dinos)      | 3:27 |
| 6.  | BAGARRER                       | 3:06 |
| 7.  | MARYAM                         | 3:16 |
| 8.  | NEPTUNE TERMINUS               | 3:00 |
| 9.  | INTERSTELLAR (feat. Gaël Faye) | 3:25 |
| 10. | MON ROI                        | 3:16 |
| 11. | AMBITION - GUINÉE CONAKRY      | 2:45 |
| 12. | COLLISION (feat. Josman)       | 2:50 |
| 13. | APRÈS-SOIRÉE (feat. Jok'Air)   | 3:16 |
| 14. | À CHAQUE JOUR... (feat. Imani) | 3:46 |
| 15. | BOOMERANG                      | 1:56 |
| 16. | LA FIN DU MONDE                | 3:00 |

| 1.  | AMAPIANO                                     | 2:28 |
| 2.  | ZAÏROIS                                      | 2:49 |
| 3.  | MOULA                                        | 2:34 |
| 4.  | AU CLAIR DE LA LUNE (feat. Georgio)          | 3:24 |
| 5.  | DESSALINES FLOW (feat. Benjamin Epps & Lino) | 3:29 |
| 6.  | PÉTROLE                                      | 2:15 |
| 7.  | PARADIS                                      | 3:09 |
| 8.  | MEILLEUR                                     | 4:01 |
| 9.  | AMAPIANO RIDDIM (feat. Sam Heaven)           | 4:34 |
| 10. | ORIGINES - OUTRO                             | 2:54 |

## Ventes
| Région        | Ventes |
| ------------- | ------ |
| France (SNEP) | 5 752  |